# La Part inventée
La Part inventée (La parte inventada) est un roman argentin de Rodrigo Fresán, paru en 2014 et publié en français par les éditions du Seuil en 2017.

## Table des matières
- pp. 11-52 : I
  - pp. 13-52 : Le personnage réel
- pp. 53-468 : II
  - pp. 55-243 : L'endroit où la mer prend fin pour que la forêt puisse commencer
    - pp. 57-107 : I
    - pp. 108-221 : II (Pénélope et les Karma)
    - pp. 222-243 : III

  - pp. 245-319 : Certaines choses qui te passent par la tête alors que tu n'as qu'une envie, c'est qu'il ne se passe rien
  - pp. 321-386 : Many Fêtes, ou Étude pour un portrait de groupe avec décalogues brisés
  - pp. 387-431 : Life after People, ou Notes pour une brève histoire du rock progressif et de la science-fiction
  - pp. 433-468 : Entre-temps, de nouveau, près des escaliers du musée sous un ciel immense
- pp. 469-581 : III
  - pp. 471-581 : La personne imaginaire
- pp. 583-586 : Non-fiction : Une note de remerciements
- p. 587 : Crédits bibliographiques

## Trame narrative
L'écrivain s'interroge sur la vie, l'écriture, l'invention, dans le monde d'aujourd'hui (2010-2014), avec téléphone portable, tablette, liseuse, iPad, internet, Google, Wikipedia, Twitter, mails, blogs, réseaux sociaux : être ou ne pas être un écran.
Dans une littérature-gadget, se faire écrivain électronique, E-writer, qui se réfugierait dans le mantra « monroyaumen'estpasdecemonde » ?
Peut-être, finalement, faute de mieux, le livre (à faire) serait un calepin, bloc-notes, notebook, biji (en), carnet de croquis... pour tout, rêves, cauchemars, « un livre toxique », « vomitifique », un livre de « oui-fiction »…
« Un livre (im)personnel et autoréférentiel avec de nombreux clins d'œil pour « connoisseurs » et de « merveilleux moments appréhendés simultanément ». (p. 567) »
« Un écrivain d'écrivains est celui que ses pairs prient, une sorte de martyr qui sera, avec un peu de chance, canonisé après sa mort, une sorte d'écrivain meilleur que tous les autres, qui connaît un piètre sort pour que de piètres écrivains puissent s'en sortir mieux que lui. (p. 542, selon IKEA) »
Pour IKEA, comme toujours, « les lecteurs veulent qu'on les captive, qu'on les guide comme des aveugles (p. 540), ils souhaitent s'identifier, être représentés ».
Outre les fictions de manque d'inspiration (Le Garçon - la Fille - l'Enfant, et L'Écrivain puis son IKEA, ou encore les Pink Floyd), deux fictions inspirées s'imposent :
- Pénélope, rousse, presque trentenaire, accueillie avec/sans son mari en coma avancé, dans la « famille élue » et catholique des Karma, à Monte Karma (Abracadabra), synthèse de modernité collective décérébrée,
- Many Fêtes, à propos de Tendre est la nuit (1934), de F. Scott Fitzgerald, reprenant des bribes de vie de Francis Scott Fitzgerald, Zelda Fitzgerald (et leur fille Frances Scott Fitzgerald (en)), et surtout de Gerald et Sara Murphy : « Seule la part inventée de notre histoire — la plus irréelle — a une structure, une beauté » (p. 338).

## Personnages
- Le Garçon, la Fille,
- l'Enfant
- L'Écrivain, parfois l'auteur, nomade, cinquantenaire,
- la Sœur Folle de l'Écrivain,
- Pénélope,
- L'Homme Seul, peut-être le frère de Pénélope, aux Urgences,
- les Karma : Maximilian (Max, Maxi), Lina, Mamabuela, Papabuelo, Hiriz (et Ricky),
- IKEA, double inventé de l'Écrivain, maître critique, et/ou présentateur de télévision,
- Tomas, Tommy, Tom.